# 布達佩斯動物園和植物園

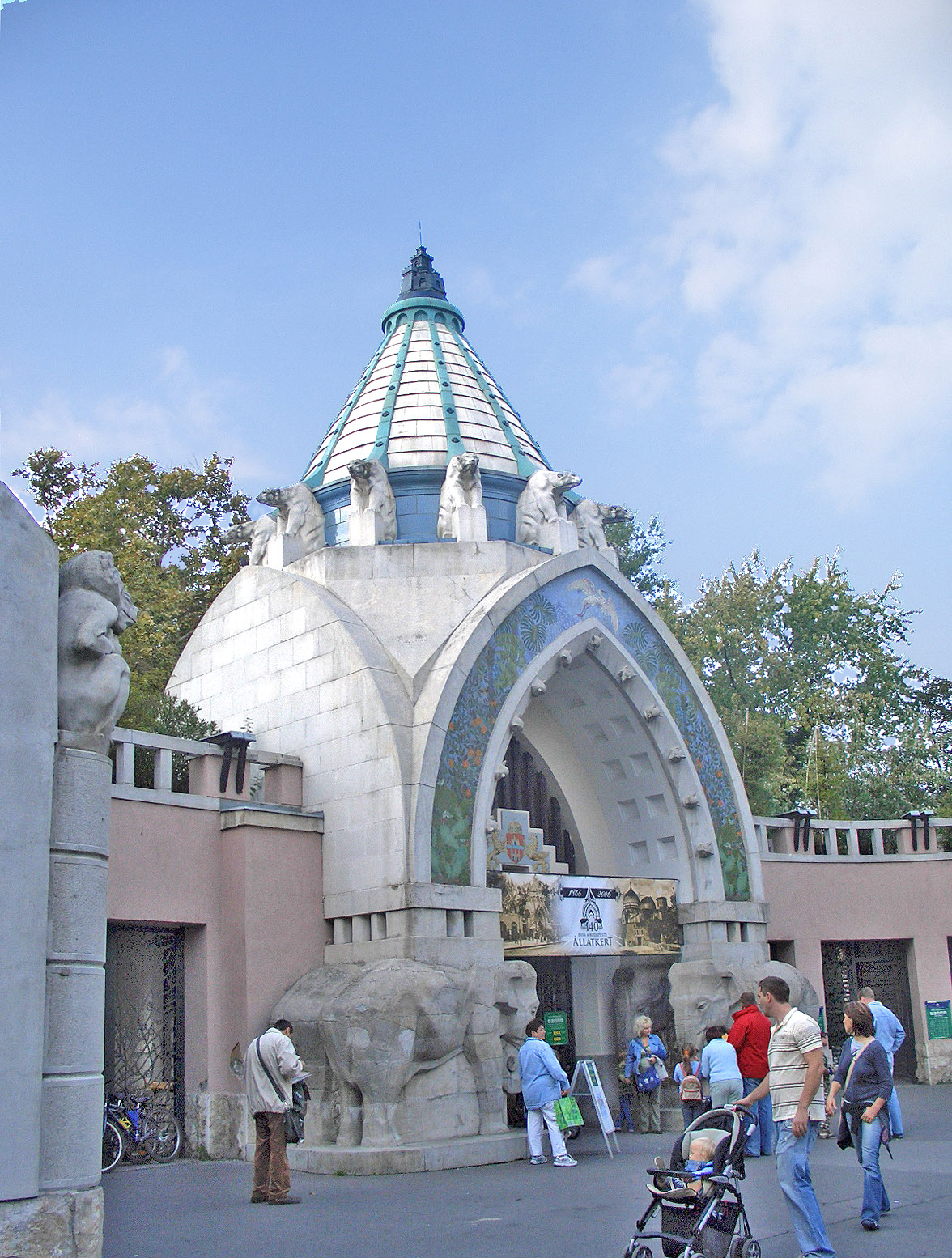

布達佩斯動物園和植物園（匈牙利語：Fővárosi Állat- és Növénykert）是位於匈牙利首都布達佩斯的一座動物園和植物園。布達佩斯動物園和植物園是匈牙利歷史最久的動物園和植物園，地處城市公園之內。

## 外部連結
维基共享资源上的相關多媒體資源：布達佩斯動物園和植物園
- 官方网站